# Зайцев, Иван Викторович
Иван Викторович Зайцев (род. 7 ноября 1988 года) — легкоатлет Узбекистана, специализирующийся в метании копья.

## Карьера
Один из лучших метателей копья Азии. Участвовал в нескольких чемпионатах Азии и показал следующие результаты:
- 2007 г. — 61,14 м (9 место)
- 2009 г. — 74,37 м (5 место)
- 2011 г. — 79,22 м (3 место)
- 2013 г. — 79,76 м (1 место)

Лучший результат Ивана — 85,03 м — был установлен в 2012 году в подмосковном Жуковском на Мемориале братьев Знаменских, где Иван праздновал победу.
Участвовал в Олимипаде-2012, где с результатом 73,94 м был лишь 36-м.
На московском чемпионате мира (2013) с результатом 78,33 м стал 12-м.
В 2014 году завоевал бронзу на Азиатских играх, метнув копьё на 83,68 метра.
Мастер спорта Республики Узбекистан международного класса.

## Родители
Отец Ивана — известный советский (позднее узбекский) копьеметатель Виктор Зайцев — победитель Игр доброй воли в Сиэтле, участник Олимпиады-1992, обладатель действующего рекорда Узбекистана в метании копья (87,20 м — 23.06.1992, Ташкент).